# UCI WorldTour de 2023
O UCI WorldTour 2023 é a décima terceira edição do máximo calendário ciclista a nível mundial sob a organização da UCI.
O calendário está previsto para ter 35 corridas, as mesmas corridas que a edição anterior e a reactivação das corridas Tour Down Under e a Cadel Evans Great Ocean Road Race. Começou a 17 de janeiro com a corrida do Tour Down Under em Austrália e finalizará a 17 de outubro com o Tour de Guangxi na China.

## Equipas
Para  2023 as equipas UCI WorldTeam são 18, a mesma quantidade que a edição anterior. Para esta temporada na máxima categoria mudaram de nome por rendimento de novos patrocinadores as equipas Soudal Quick-Step e Team Jayco AlUla. Assim mesmo, ascenderam à máxima categoria pelo sistema de pontos as equipas Arkéa Samsic e Alpecin-Deceuninck, em lugar dos descidos Israel-Premier Tech e Lotto Dstny.
| Nome                       | País                   | Código UCI |
| -------------------------- | ---------------------- | ---------- |
| AG2R Citroën Team          | França                 | ACT        |
| Alpecin-Deceuninck         | Bélgica                | ADC        |
| Arkéa Samsic               | França                 | ARK        |
| Astana Qazaqstan Team      | Cazaquistão            | AST        |
| Bahrain Victorious         | Bahrein                | TBV        |
| Bora-Hansgrohe             | Alemanha               | BOH        |
| Cofidis, Solutions Crédits | França                 | COF        |
| EF Education-EasyPost      | Estados Unidos         | EFE        |
| Groupama-FDJ               | França                 | GFC        |
| Ineos Grenadiers           | Reino Unido            | IGD        |
| Intermarché-Circus-Wanty   | Bélgica                | ICW        |
| Jumbo-Visma                | Países Baixos          | TJV        |
| Movistar Team              | Espanha                | MOV        |
| Soudal Quick-Step          | Bélgica                | SOQ        |
| Team DSM-Firmenich         | Países Baixos          | DSM        |
| Team Jayco AlUla           | Austrália              | JAY        |
| Lidl-Trek                  | Estados Unidos         | LTK        |
| UAE Team Emirates          | Emirados Árabes Unidos | UAD        |

## Corridas
| UCI WorldTour de 2023 | UCI WorldTour de 2023  | UCI WorldTour de 2023             | UCI WorldTour de 2023 | UCI WorldTour de 2023 |
| Data                  | País                   | Corrida                           | Vencedor              |                       |
| --------------------- | ---------------------- | --------------------------------- | --------------------- | --------------------- |
| 17 – 22 jan.          | Austrália              | Tour Down Under                   | Jay Vine              |                       |
| 29 jan.               | Austrália              | Cadel Evans Great Ocean Road Race | Marius Mayrhofer      |                       |
| 20 – 26 fev.          | Emirados Árabes Unidos | UAE Tour                          | Remco Evenepoel       |                       |
| 25 fev.               | Bélgica                | Omloop Het Nieuwsblad             | Dylan van Baarle      |                       |
| 4 mar.                | Itália                 | Strade Bianche                    | Thomas Pidcock        |                       |
| 5 – 12 mar.           | França                 | Paris-Nice                        | Tadej Pogačar         |                       |
| 6 – 12 mar.           | Itália                 | Tirreno-Adriático                 | Primož Roglič         |                       |
| 18 mar.               | Itália                 | Milão-Sanremo                     | Mathieu van der Poel  |                       |
| 20 – 26 mar.          | Espanha                | Volta à Catalunha                 | Primož Roglič         |                       |
| 22 mar.               | Bélgica                | Três dias de Bruges–De Panne      | Jasper Philipsen      |                       |
| 24 mar.               | Bélgica                | E3 Saxo Bank Classic              | Wout van Aert         |                       |
| 26 mar.               | Bélgica                | Gante-Wevelgem                    | Christophe Laporte    |                       |
| 29 mar.               | Bélgica                | Através de Flandres               | Christophe Laporte    |                       |
| 2 abr.                | Bélgica                | Volta à Flandres                  | Tadej Pogačar         |                       |
| 3 – 8 abr.            | Espanha                | Volta ao País Basco               | Jonas Vingegaard      |                       |
| 9 abr.                | França                 | Paris-Roubaix                     | Mathieu van der Poel  |                       |
| 16 abr.               | Países Baixos          | Amstel Gold Race                  | Tadej Pogačar         |                       |
| 19 abr.               | Bélgica                | Flecha Valona                     | Tadej Pogačar         |                       |
| 23 abr.               | Bélgica                | Liège-Bastogne-Liège              | Remco Evenepoel       |                       |
| 25 – 30 abr.          | Suíça                  | Volta à Romandia                  | Adam Yates            |                       |
| 1 mai.                | Alemanha               | Grande Prémio de Frankfurt        | Søren Kragh Andersen  |                       |
| 6 – 28 mai.           | Itália                 | Giro d'Italia                     | Primož Roglič         |                       |
| 4 – 11 jun.           | França                 | Critérium du Dauphiné             | Jonas Vingegaard      |                       |
| 11 – 18 jun.          | Suíça                  | Volta à Suíça                     | Mattias Skjelmose     |                       |
| 1 – 23 jul.           | França                 | Tour de France                    | Jonas Vingegaard      |                       |
| 29 jul. – 4 ago.      | Polónia                | Volta à Polónia                   | Matej Mohorič         |                       |
| 29 jul.               | Espanha                | Clássica de San Sebastián         | Remco Evenepoel       |                       |
| 20 ago.               | Alemanha               | Clássica de Hamburgo              | Mads Pedersen         |                       |
| 23 – 27 ago.          | Bélgica                | Benelux Tour                      | Tim Wellens           |                       |
| 26 ago. – 17 set.     | Espanha                | Volta a Espanha                   | Sepp Kuss             |                       |
| 3 set.                | França                 | Bretagne Classic                  | Valentin Madouas      |                       |
| 8 set.                | Canadá                 | Grande Prêmio de Quebec           | Arnaud De Lie         |                       |
| 10 set.               | Canadá                 | Grande Prêmio de Montreal         | Adam Yates            |                       |
| 7 out.                | Itália                 | Giro di Lombardia                 | Tadej Pogačar         |                       |
| 12 – 17 out.          | China                  | Tour de Guangxi                   | Milan Vader           |                       |

## Classificações Ranking Mundial (UCI World Ranking)
Esta é a classificação oficial do Ranking Mundial (UCI World Ranking) a 8 de agosto de 2023:
Nota: ver Barómetros de pontuação

### Classificação individual
| Posição | Corredor             | Equipa             | Pontos  |
| ------- | -------------------- | ------------------ | ------- |
| 1.º     | Tadej Pogačar        | UAE Emirates       | 7942,86 |
| 2.º     | Wout van Aert        | Jumbo-Visma        | 5277    |
| 3.º     | Remco Evenepoel      | Soudal Quick-Step  | 4970,21 |
| 4.º     | Jonas Vingegaard     | Jumbo-Visma        | 4702,57 |
| 5.º     | Mads Pedersen        | Lidl-Trek          | 4252,14 |
| 6.º     | Mathieu van der Poel | Alpecin-Deceuninck | 4104,67 |
| 7.º     | Jasper Philipsen     | Alpecin-Deceuninck | 4103    |
| 8.º     | Adam Yates           | UAE Emirates       | 3812,43 |
| 9.º     | Primož Roglič        | Jumbo-Visma        | 3266,5  |
| 10.º    | João Almeida         | UAE Emirates       | 3162,5  |

| Posições 11.º ao 20.º | Posições 11.º ao 20.º    | Posições 11.º ao 20.º | Posições 11.º ao 20.º |
| --------------------- | ------------------------ | --------------------- | --------------------- |
| 11.º                  | Pello Bilbao             | Bahrain Victorious    | 2719,14               |
| 12.º                  | Mattias Skjelmose Jensen | Lidl-Trek             | 2715,14               |
| 13.º                  | Simon Yates              | Jayco AlUla           | 2304,79               |
| 14.º                  | Stefan Küng              | Groupama-FDJ          | 2292,57               |
| 15.º                  | Thibaut Pinot            | Groupama-FDJ          | 2203                  |
| 16.º                  | Neilson Powless          | EF Education-EasyPost | 2192,71               |
| 17.º                  | Tom Pidcock              | Ineos Grenadiers      | 2154                  |
| 18.º                  | Arnaud De Lie            | Lotto Dstny           | 2120                  |
| 19.º                  | Enric Mas                | Movistar Team         | 2078                  |
| 20.º                  | Matej Mohorič            | Bahrain Victorious    | 2075                  |

### Classificação por equipas
| Posição | Equipa                | Pontos   |
| ------- | --------------------- | -------- |
| 1.º     | UAE Team Emirates     | 21209,74 |
| 2.º     | Jumbo-Visma           | 19935,42 |
| 3.º     | Ineos Grenadiers      | 13750,03 |
| 4.º     | Lidl-Trek             | 12996,12 |
| 5.º     | Bahrain Victorious    | 12837,12 |
| 6.º     | Soudal Quick-Step     | 11975,94 |
| 7.º     | Groupama-FDJ          | 11055,42 |
| 8.º     | Alpecin-Deceuninck    | 11040    |
| 9.º     | Bora-Hansgrohe        | 9385,14  |
| 10.º    | EF Education-EasyPost | 8827,83  |

### Classificação por países
| Posição | País          | Pontos   |
| ------- | ------------- | -------- |
| 1.º     | Bélgica       | 21653,59 |
| 2.º     | Dinamarca     | 15689,56 |
| 3.º     | Eslovênia     | 14182    |
| 4.º     | França        | 13325,14 |
| 5.º     | Reino Unido   | 13319,37 |
| 6.º     | Espanha       | 13146,64 |
| 7.º     | Países Baixos | 11248,62 |
| 8.º     | Itália        | 10220,9  |
| 9.º     | Austrália     | 9644,74  |
| 10.º    | Colômbia      | 7287,29  |

## Progresso das classificações
| Corrida (Vencedor)                                   | Classificação individual | Classificação por equipas |
| ---------------------------------------------------- | ------------------------ | ------------------------- |
| Tour Down Under (Jay Vine)                           | Tadej Pogačar            | UAE Emirates              |
| Cadel Evans Great Ocean Road Race (Marius Mayrhofer) | Tadej Pogačar            | Intermarché-Circus-Wanty  |
| UAE Tour (Remco Evenepoel)                           | Tadej Pogačar            | UAE Emirates              |
| Omloop Het Nieuwsblad (Dylan van Baarle)             | Tadej Pogačar            | UAE Emirates              |
| Strade Bianche (Thomas Pidcock)                      | Tadej Pogačar            | UAE Emirates              |
| Paris-Nice (Tadej Pogačar)                           | Tadej Pogačar            | UAE Emirates              |
| Tirreno-Adriático (Primož Roglič)                    | Tadej Pogačar            | UAE Emirates              |
| Milão-Sanremo (Mathieu van der Poel)                 | Tadej Pogačar            | UAE Emirates              |
| Volta à Catalunha (Primož Roglič)                    | Tadej Pogačar            | UAE Emirates              |
| Clássica Bruges–De Panne (Jasper Philipsen)          | Tadej Pogačar            | UAE Emirates              |
| E3 Saxo Classic (Wout van Aert)                      | Tadej Pogačar            | UAE Emirates              |
| Gante-Wevelgem (Christophe Laporte)                  | Tadej Pogačar            | UAE Emirates              |
| Através de Flandres (Christophe Laporte)             | Tadej Pogačar            | UAE Emirates              |
| Volta à Flandres (Tadej Pogačar)                     | Tadej Pogačar            | UAE Emirates              |
| Volta ao País Basco (Jonas Vingegaard)               | Tadej Pogačar            | Jumbo-Visma               |
| Paris-Roubaix (Mathieu van der Poel)                 | Tadej Pogačar            | Jumbo-Visma               |
| Amstel Gold Race (Tadej Pogačar)                     | Tadej Pogačar            | Jumbo-Visma               |
| Flecha Valona (Tadej Pogačar)                        | Tadej Pogačar            | Jumbo-Visma               |
| Liège-Bastogne-Liège (Remco Evenepoel)               | Tadej Pogačar            | Jumbo-Visma               |
| Volta à Romandia (Adam Yates)                        | Tadej Pogačar            | UAE Emirates              |
| Grande Prêmio de Frankfurt (Søren Kragh Andersen)    | Tadej Pogačar            | UAE Emirates              |
| Giro d'Italia (Primož Roglič)                        | Tadej Pogačar            | UAE Emirates              |
| Critério do Dauphiné (Jonas Vingegaard)              | Tadej Pogačar            | UAE Emirates              |
| Volta à Suíça (Mattias Skjelmose Jensen)             | Tadej Pogačar            | UAE Emirates              |
| Tour de France (Jonas Vingegaard)                    | Tadej Pogačar            | UAE Emirates              |
| Clássica de San Sebastián (Remco Evenepoel)          | Tadej Pogačar            | UAE Emirates              |
| Volta à Polónia (Matej Mohorič)                      | Tadej Pogačar            | UAE Emirates              |
| BEMER Cyclassics (Mads Pedersen)                     | Tadej Pogačar            | UAE Emirates              |
| Renewi Tour (Tim Wellens)                            | Tadej Pogačar            | UAE Emirates              |
| Bretagne Classic (Valentin Madouas)                  | Tadej Pogačar            | UAE Emirates              |
| Gran Premio de Quebec (Arnaud De Lie)                | Tadej Pogačar            | UAE Emirates              |
| Gran Premio de Montreal (Adam Yates)                 | Tadej Pogačar            | UAE Emirates              |
| Vuelta a España (Sepp Kuss)                          | Tadej Pogačar            | UAE Emirates              |
| Giro de Lombardía (Tadej Pogačar)                    | Tadej Pogačar            | UAE Emirates              |
| Tour de Guangxi (Milan Vader)                        | Tadej Pogačar            | UAE Emirates              |

## Vitórias no WorldTour

### Vitórias por corredor
- Notas: Em amarelo corredores de equipas de categoria UCI ProTeam, Continental e seleções nacionais.

Inclui vitórias em prólogos.
| Posição | Ciclista                 | Equipa                   | Etapa | Clássica | Geral | Total |
| ------- | ------------------------ | ------------------------ | ----- | -------- | ----- | ----- |
| 1.º     | Primož Roglič            | Jumbo-Visma              | 6     | -        | 3     | 9     |
| 1.º     | Tadej Pogačar            | UAE Emirates             | 5     | 3        | 1     | 9     |
| 1.º     | Jonas Vingegaard         | Jumbo-Visma              | 6     | -        | 3     | 9     |
| 4.º     | Remco Evenepoel          | Soudal Quick-Step        | 5     | 2        | 1     | 8     |
| 5.º     | Jasper Philipsen         | Alpecin-Deceuninck       | 6     | 1        | -     | 7     |
| 6.º     | Tim Merlier              | Soudal Quick-Step        | 5     | -        | -     | 5     |
| 7.º     | Christophe Laporte       | Jumbo-Visma              | 2     | 2        | -     | 4     |
| 7.º     | Adam Yates               | UAE Emirates             | 3     | -        | 1     | 4     |
| 7.º     | Mads Pedersen            | Lidl-Trek                | 3     | 1        | -     | 4     |
| 10.º    | Kaden Groves             | Alpecin-Deceuninck       | 3     | -        | -     | 3     |
| 10.º    | Juan Ayuso               | UAE Emirates             | 3     | -        | -     | 3     |
| 10.º    | Matej Mohorič            | Bahrain Victorious       | 2     | -        | 1     | 3     |
| 13.º    | Mathieu van der Poel     | Alpecin-Deceuninck       | -     | 2        | -     | 2     |
| 13.º    | Ethan Hayter             | Ineos Grenadiers         | 2     | -        | -     | 2     |
| 13.º    | Einer Rubio              | Movistar                 | 2     | -        | -     | 2     |
| 13.º    | Nico Denz                | Bora-Hansgrohe           | 2     | -        | -     | 2     |
| 13.º    | Giulio Ciccone           | Lidl-Trek                | 2     | -        | -     | 2     |
| 13.º    | Mattias Skjelmose Jensen | Lidl-Trek                | 1     | -        | 1     | 2     |
| 13.º    | Pello Bilbao             | Bahrain Victorious       | 2     | -        | -     | 2     |
| 13.º    | Felix Gall               | AG2R Citroën             | 2     | -        | -     | 2     |
| 13.º    | Olav Kooij               | Jumbo-Visma              | 2     | -        | -     | 2     |
| 22.º    | Alberto Bettiol          | EF Education-EasyPost    | 1     | -        | -     | 1     |
| 22.º    | Phil Bauhaus             | Bahrain Victorious       | 1     | -        | -     | 1     |
| 22.º    | Rohan Dennis             | Jumbo-Visma              | 1     | -        | -     | 1     |
| 22.º    | Bryan Coquard            | Cofidis                  | 1     | -        | -     | 1     |
| 22.º    | Simon Yates              | Jayco AlUla              | 1     | -        | -     | 1     |
| 22.º    | Jay Vine                 | UAE Emirates             | -     | -        | 1     | 1     |
| 22.º    | Marius Mayrhofer         | dsm-firmenich            | -     | 1        | -     | 1     |
| 22.º    | Juan Sebastián Molano    | UAE Emirates             | 1     | -        | -     | 1     |
| 22.º    | Dylan Groenewegen        | Jayco AlUla              | 1     | -        | -     | 1     |
| 22.º    | Dylan van Baarle         | Jumbo-Visma              | -     | 1        | -     | 1     |
| 22.º    | Thomas Pidcock           | Ineos Grenadiers         | -     | 1        | -     | 1     |
| 22.º    | Filippo Ganna            | Ineos Grenadiers         | 1     | -        | -     | 1     |
| 22.º    | Fabio Jakobsen           | Soudal Quick-Step        | 1     | -        | -     | 1     |
| 22.º    | Wout van Aert            | Jumbo-Visma              | -     | 1        | -     | 1     |
| 22.º    | Ide Schelling            | Bora-Hansgrohe           | 1     | -        | -     | 1     |
| 22.º    | Sergio Higuita           | Bora-Hansgrohe           | 1     | -        | -     | 1     |
| 22.º    | Josef Černý              | Soudal Quick-Step        | 1     | -        | -     | 1     |
| 22.º    | Ethan Vernon             | Soudal Quick-Step        | 1     | -        | -     | 1     |
| 22.º    | Fernando Gaviria         | Movistar                 | 1     | -        | -     | 1     |
| 22.º    | Søren Kragh Andersen     | Alpecin-Deceuninck       | -     | 1        | -     | 1     |
| 22.º    | Jonathan Milan           | Bahrain Victorious       | 1     | -        | -     | 1     |
| 22.º    | Michael Matthews         | Jayco AlUla              | 1     | -        | -     | 1     |
| 22.º    | Aurélien Paret-Peintre   | AG2R Citroën             | 1     | -        | -     | 1     |
| 22.º    | Davide Bais              | EOLO-KOMETA              | 1     | -        | -     | 1     |
| 22.º    | Ben Healy                | EF Education-EasyPost    | 1     | -        | -     | 1     |
| 22.º    | Magnus Cort              | EF Education-EasyPost    | 1     | -        | -     | 1     |
| 22.º    | Pascal Ackermann         | UAE Emirates             | 1     | -        | -     | 1     |
| 22.º    | Brandon McNulty          | UAE Emirates             | 1     | -        | -     | 1     |
| 22.º    | João Almeida             | UAE Emirates             | 1     | -        | -     | 1     |
| 22.º    | Alberto Dainese          | dsm-firmenich            | 1     | -        | -     | 1     |
| 22.º    | Filippo Zana             | Jayco AlUla              | 1     | -        | -     | 1     |
| 22.º    | Santiago Buitrago        | Bahrain Victorious       | 1     | -        | -     | 1     |
| 22.º    | Mark Cavendish           | Astana Qazaqstan         | 1     | -        | -     | 1     |
| 22.º    | Julian Alaphilippe       | Soudal Quick-Step        | 1     | -        | -     | 1     |
| 22.º    | Mikkel Bjerg             | UAE Emirates             | 1     | -        | -     | 1     |
| 22.º    | Georg Zimmermann         | Intermarché-Circus-Wanty | 1     | -        | -     | 1     |
| 22.º    | Stefan Küng              | Groupama-FDJ             | 1     | -        | -     | 1     |
| 22.º    | Biniam Girmay            | Intermarché-Circus-Wanty | 1     | -        | -     | 1     |
| 22.º    | Victor Lafay             | Cofidis                  | 1     | -        | -     | 1     |
| 22.º    | Jai Hindley              | Bora-Hansgrohe           | 1     | -        | -     | 1     |
| 22.º    | Michael Woods            | Israel-Premier Tech      | 1     | -        | -     | 1     |
| 22.º    | Ion Izagirre             | Cofidis                  | 1     | -        | -     | 1     |
| 22.º    | Michał Kwiatkowski       | Ineos Grenadiers         | 1     | -        | -     | 1     |
| 22.º    | Carlos Rodríguez         | Ineos Grenadiers         | 1     | -        | -     | 1     |
| 22.º    | Wout Poels               | Bahrain Victorious       | 1     | -        | -     | 1     |
| 22.º    | Kasper Asgreen           | Soudal Quick-Step        | 1     | -        | -     | 1     |
| 22.º    | Jordi Meeus              | Bora-Hansgrohe           | 1     | -        | -     | 1     |
| 22.º    | Rafał Majka              | UAE Emirates             | 1     | -        | -     | 1     |
| 22.º    | Marijn van den Berg      | EF Education-EasyPost    | 1     | -        | -     | 1     |
| 22.º    | Mattia Cattaneo          | Soudal Quick-Step        | 1     | -        | -     | 1     |

### Vitórias por equipa
- Notas: Em amarelo equipas UCI ProTeam.

Inclui vitórias em CRE.
| Posição | Equipa                   | Vitórias |
| ------- | ------------------------ | -------- |
| 1.º     | Jumbo-Visma              | 28       |
| 2.º     | UAE Emirates             | 23       |
| 3.º     | Soudal Quick-Step        | 20       |
| 4.º     | Alpecin-Deceuninck       | 13       |
| 5.º     | Bahrain Victorious       | 9        |
| 6.º     | Lidl-Trek                | 8        |
| 7.º     | Ineos Grenadiers         | 6        |
| 7.º     | Bora-Hansgrohe           | 6        |
| 9.º     | Jayco AlUla              | 4        |
| 9.º     | EF Education-EasyPost    | 4        |
| 11.º    | Movistar                 | 3        |
| 11.º    | Cofidis                  | 3        |
| 11.º    | AG2R Citroën             | 3        |
| 14.º    | dsm-firmenich            | 2        |
| 14.º    | Intermarché-Circus-Wanty | 2        |
| 16.º    | EOLO-KOMETA              | 1        |
| 16.º    | Astana Qazaqstan         | 1        |
| 16.º    | Groupama-FDJ             | 1        |
| 16.º    | Israel-Premier Tech      | 1        |

### Vitórias por países
- Incluem-se as vitórias em contrarrelógio por equipas.

| Posição | Equipa         | Vitórias |
| ------- | -------------- | -------- |
| 1.º     | Bélgica        | 23       |
| 2.º     | Eslovênia      | 21       |
| 3.º     | Dinamarca      | 19       |
| 4.º     | Países Baixos  | 11       |
| 5.º     | Reino Unido    | 10       |
| 6.º     | Itália         | 9        |
| 7.º     | França         | 8        |
| 8.º     | Austrália      | 7        |
| 8.º     | Espanha        | 7        |
| 10.º    | Colômbia       | 6        |
| 10.º    | Alemanha       | 6        |
| 12.º    | Áustria        | 2        |
| 12.º    | Polónia        | 2        |
| 14.º    | Chéquia        | 1        |
| 14.º    | Irlanda        | 1        |
| 14.º    | Estados Unidos | 1        |
| 14.º    | Portugal       | 1        |
| 14.º    | Suíça          | 1        |
| 14.º    | Eritreia       | 1        |
| 14.º    | Canadá         | 1        |